# Discospermum beccarianum
Discospermum beccarianum är en måreväxtart som först beskrevs av George King och James Sykes Gamble, och fick sitt nu gällande namn av Syed Javed Ali och Elmar Robbrecht. Discospermum beccarianum ingår i släktet Discospermum och familjen måreväxter. Inga underarter finns listade i Catalogue of Life.